# Церковь Николая Чудотворца (Черленково)
Церковь Николая Чудотворца в селе Черленково — кирпичный четырёхстолпный однокупольный трёхапсидный храм, первоначально с настенной звонницей. Выстроен между 1543/44 (дата монастырской грамоты, показывающей, что Никольская церковь была в это время деревянной) и 1562 годами как храм приписного к Иосифо-Волоцкому монастырю монастыря с собственным игуменом.

## История
В селе Черленково находился небольшой монастырь, приписанный к Иосифо-Волоколамскому монастырю и построенный на его средства. В подобных обителях постригались местные вкладчики из крестьян и начальствовали свои игумены. В XVI в. в монастыре села Черленково было 12 келий. Монастырская церковь во имя святителя Николая в середине XVI в. представляла собой монументальный четырёхстолпный одноглавый храм с тремя мощными пониженными абсидами, построенный на булыжном фундаменте и дубовых сваях. На четверике стояла настенная звонница.
Реконструирована в 1842—1857 годах: перестроен верх храма, устроен новый световой барабан с глухим шатром, пристроена трапезная с приделами Введения во Храм и Илии Пророка и колокольня. Одновременно церковь получила новое декоративное оформление в формах эклектики, сочетая классицистические и древнерусские мотивы.
В 1937 году церковь была закрыта. А вскоре священник Виктор Моригеровский (1872—1938) и староста храма Ирина Смирнова (1891—1938) были расстреляны на Бутовском полигоне.
Во время Московской битвы в 1941—1942 гг. в храм попал снаряд, чем значительно повредил свод.
В настоящий момент здание руинировано.